# Megachile plesiosoma
Megachile plesiosoma är en biart som först beskrevs av Cockerell 1935.  Megachile plesiosoma ingår i släktet tapetserarbin, och familjen buksamlarbin. Inga underarter finns listade i Catalogue of Life.